# Mega Man V (Game Boy)
Mega Man V, в Японии известная под названием Rockman World 5 (яп. ロックマンワールド Роккуман Ва:рудо 5), — пятая и последняя часть серии игр Mega Man для портативной консоли Game Boy. Впервые игра была выпущена 22 июля 1994 года в Японии.

## Сюжет
Мегамен и Ролл идут по травяному полю, где они на пути встречают робота-стардроида по имени Терра, с которым Мегамен пытается сразиться, но тщетно. От оружия Терры Мегамен теряет сознание. Позже, он просыпается в лаборатории доктора Лайта, где сам доктор Лайт оснащает Мегамена оружием Мега-Рука(Mega Arm), с помощью которой он может эффективно бороться с врагами. После прохождения первых четырёх Стардроидов (Mercury, Neptune, Mars и Venus) игроку демонстрируется заставка, где он встречает Терру. В среднем уровне Мегамен уничтожает Темную Луну (Dark Moon), робота похожего на Yellow Devil из Mega Man 1. Затем Мегамен улетает на Раше Космическом корабле и собирается уничтожить оставшуюся пятерку роботов (Pluto, Uranus, Jupiter, Saturn и Terra).
После уничтожения следующих пяти боссов Мегамену придётся лететь на Раше Космическом корабле, где он уничтожает Skull Blazer, который преграждает вход на космический корабль доктора Вайли. После уничтожения и этого босса игроку предстоит пройти реванш с роботами Enker, Quint, Punk, Ballade, а также со Стардроидами (за исключением Терры). После того, как Мегамен уничтожает машину Вайли, появляется финальный робот SunStar, которого Мегамен тоже уничтожает, повредив ему руку. Sunstar убеждает Мегамена отправиться на ремонт в лабораторию доктора Лайта, но Sunstar отказался считая что он должен остаться там а Мега Мен продолжить свою справедливость. Финальная сцена показывает нам Мегамена, как он садится в Раша Космический Корабль и наблюдает как космический корабль доктора Вайли взрывается. Прилетев на землю, Мегамен видит, как капсула Вайли терпит крушение и сам Вайли просит прощения у Мегамена. Вайли убегает, а Мегамен его догоняет.

## Отзывы
| Иноязычные издания | Иноязычные издания |
| Издание            | Оценка             |
| ------------------ | ------------------ |
| EGM                | 7,6/10             |
| GamePro            | [ 2 ]              |
| Nintendo Power     | 3,75/5             |
| VG&CE              | 8/10               |

Mega Man V получил положительные отзывы.